# وصیت‌نامه شخصی و سیاسی آدولف هیتلر

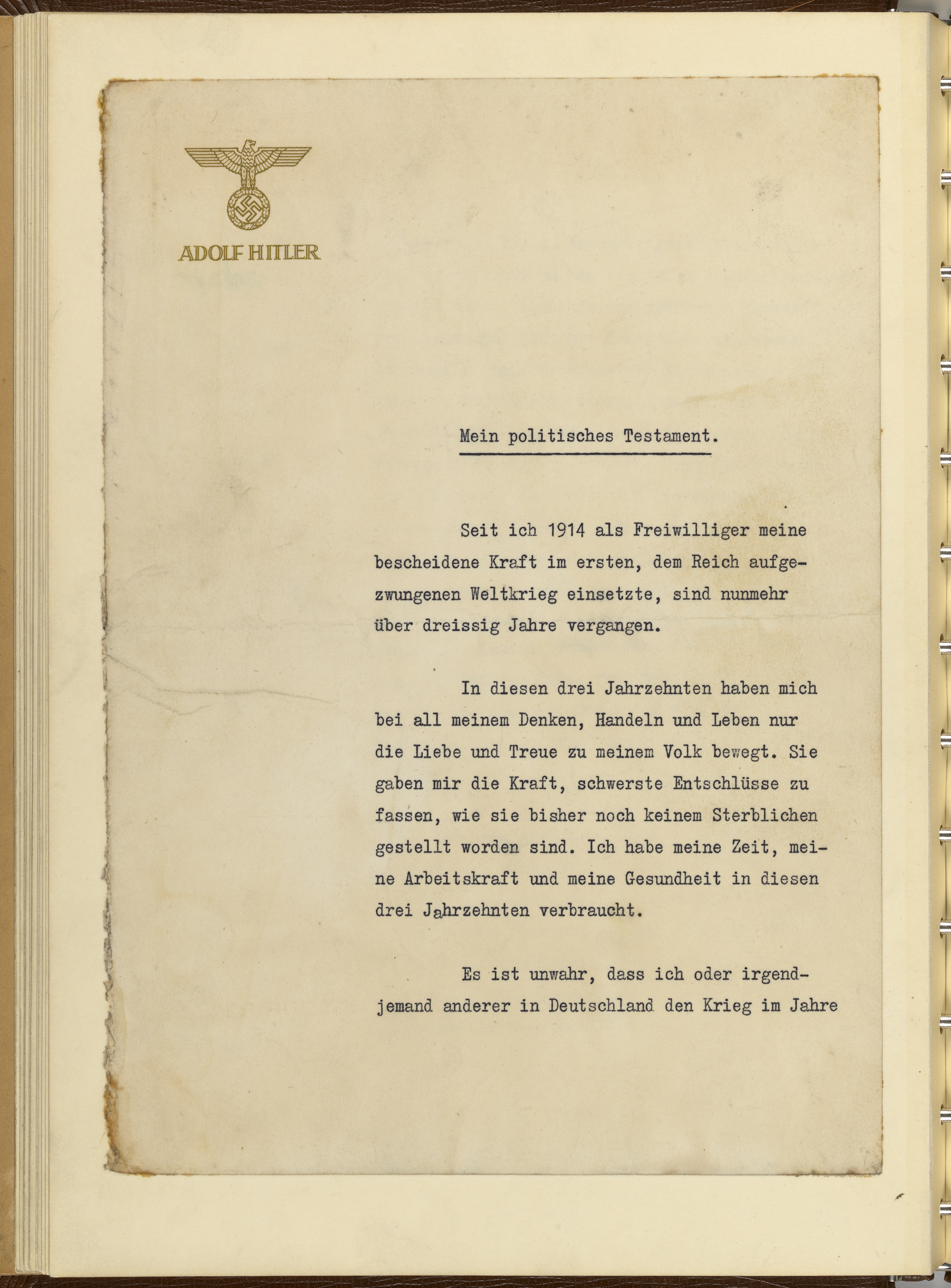
وصیت‌نامه شخصی و سیاسی آدولف هیتلر

وصیتنامه شخصی و سیاسی آدولف هیتلر (به آلمانی: Politisches Testament Adolf Hitlers) در آخرین ساعت زندگی او در پناهگاهی در برلین نوشته شد. هیتلر شخصاً متن وصیتنامه را به منشی شخصی‌اش تراودل یونگه دیکته کرد. تاریخ نگارش این وصیتنامه ۲۹ آوریل ۱۹۴۵، یک روز پیش از خودکشی آدولف هیتلر و همسرش اوا براون می‌باشد. این وصیتنامه در دوبخش شخصی و سیاسی نوشته شده که هر یک به امضاء شاهدینی از نزدیکان هیتلر رسیده‌است.

## وصیتنامه شخصی
این بخش وصیتنامه هیتلر متن کوتاهی‌ست که در ۲۹ آوریل ۱۹۴۵ در ساعت ۰۴:۰۰ به امضاء رسیده. نکاتی که در این متن به آن‌ها اشاره شده شامل این موارد است:
- تأیید ازدواج وی بدون نام بردن از اوا براون.
- انتخاب مرگ خود و همسرش بجای پذیرفتن ننگ تسلیم.
- دستور به سوزانده شدن اجساد آن‌ها پس از مرگ.
- انتقال کلکسیون آثار هنری او به شهر لینتس، مکانی که هیتلر در کودکی در آنجا زندگی می‌کرده.
- انتقال اشیاء دارای ارزش معنوی یا دارایی‌های مناسب برای یک زندگی متوسط به بستگانش و همکاران وفادارش.
- انتقال سایر مایملک به حزب ملی کارگران سوسیالیست آلمان.
- انتخاب مارتین بورمان به عنوان اجراکننده وصیتنامه.
شاهدین این وصیتنامه عبارتند از یوزف گوبلز، مارتین بورمان و نیکولاوس فون بلو.

## وصیتنامه سیاسی
زمان ذکر شده در امضاء وصیتنامه سیاسی هیتلر همانند وصیتنامه شخصی‌اش ساعت ۰۴:۰۰ روز ۲۹ آوریل ۱۹۴۵ می‌باشد. در متن وصیتنامه هیتلر مدعی شده‌است که خواهان آغاز جنگ در ۱۹۳۹ نبوده‌است. او یهودیان بین‌المللی و یارانشان را مسئول وقوع جنگ در گذشته و آینده و کشته شدن کودکان آریایی و ویرانی شهرها می‌داند. او ضمن شکوهمند و قهرمانانه خواندن نبرد ملت آلمان دلایل خود را برای ماندن در برلین و خودکشی تشریح می‌کند. او همچنین از مردم آلمان می‌خواهد به مبارزه ادامه دهند و وعده می‌دهد که روزی مردم آلمان نتیجه متحد شدن خود را خواهند دید.
در بخش دیگری از وصیتنامه هیتلر، هرمان گورینگ را از حزب اخراج می‌کند و امتیازهایی را که به وی تفویض کرده بود بازپس می‌گیرد. وی همچنین هاینریش هیملر را از حزب، وزارت کشور و ریاست اس اس اخراج کرده و کارل هانکه و پاول گیزلر را به عنوان جانشینان او منصوب می‌کند.
او همچنین افراد دیگری را به عنوان اعضای کابینه پس از وی منصوب می‌کند. از جمله یوزف گوبلز را به عنوان صدر اعظم منصوب می‌کند.
در پایان هیتلر عنوان می‌کند که اجباری را برای همراهی اطرافیانش در ماندن در برلین به آن‌ها تحمیل نکرده و کسانی که مایلند به همراه او نابود شوند به خواست خود این راه را برگزیده‌اند. او همچنین ملت آلمان را به پیروی و پاسداری دائمی از قوانین نژادی فرا می‌خواند.
شاهدین ذکر شده در این وصیتنامه یوزف گوبلز، ژنرال ویلهلم بورگدورف، مارتین بورمان و هانس کربس می‌باشند.